# An Young-gil
An Young-gil (né le 1er mai 1980) est un joueur de go professionnel sud-coréen 8e dan, vivant en 2016 en Australie et y promouvant le jeu de go. Il est cofondateur de Go Game Guru, une organisation destinée à diffuser le go parmi les étudiants anglophones, et pour laquelle il a commenté, souvent en direct, le match AlphaGo - Lee Sedol.

## Historique de promotion
Promu  professionnel après avoir passé un  test qualificatif en 1997, il est devenu 8e dan en 2009.

## Titres
| Titre      | Victoire | Finaliste |
| ---------- | -------- | --------- |
| SK Gas Cup |          | 1 (2004)  |
| Total      | 0        | 1         |